# Valdir Sequeira
Valdir Sequeira (ur. 22 listopada 1981 w Lizbonie) – portugalski siatkarz pochodzenia angolskiego, grający na pozycji atakującego. 
Jego o rok starszy brat Eden, również jest siatkarzem.

## Sukcesy klubowe
Superpuchar Włoch:
- 2009

MEVZA:
- 2013, 2014

Mistrzostwo Austrii:
- 2013
- 2014

Mistrzostwo Słowacji:
- 2017

Mistrzostwo Portugalii:
- 2018

## Sukcesy reprezentacyjne
Liga Europejska:
- 2010
- 2007
- 2009

## Nagrody indywidualne
- 2009: Najlepszy zagrywający Ligi Europejskiej
- 2010: MVP Ligi Europejskiej